# Володин, Иван Александрович
Иван Александрович Володин (11 сентября 1997, Ангарск) — российский хоккеист, нападающий.
На юношеском уровне играл за «Ермак» Ангарск и «Алтай» Барнаул. С сезона 2014/15 — в системе СКА. 27 февраля 2018 года дебютировал в КХЛ в гостевом матче с «Йокеритом» (3:5) — в игре не принимали участие хоккеисты, выигравшие два дня назад олимпийский турнир в Пхёнчхане. 29 ноября 2020 года Володин, Владислав Валенцов и Владислав Курбатов были обменяны в «Сочи» на Мальте Стрёмвалля. 23 июля 2021 года перешёл обратно в СКА в обмен на Артёма Николаева.
В начале июля 2022 года приостановил карьеру по семейным обстоятельствам.